# Coral Gables Biltmore Hotel
El Miami-Biltmore Hotel y conocido como Coral Gables Biltmore Hotel es un hotel histórico ubicado en Coral Gables, Florida. El Miami-Biltmore Hotel se encuentra inscrito como un Hito Histórico Nacional en el Registro Nacional de Lugares Históricos desde el 27 de septiembre de 1972.

## Ubicación
El Miami-Biltmore Hotel se encuentra dentro del condado de Miami-Dade en las coordenadas 25°44′28″N 80°16′45″O / 25.741111, -80.279167.